# Црквени Бок
Црквени Бок је насељено место у општини Суња, Сисачко-мославачка жупанија, Хрватска.

## Историја
До нове територијалне организације налазио се у саставу бивше велике општине Сисак. Црквени Бок се од распада Југославије до августа 1995. године налазио у Републици Српској Крајини.

### Други свјетски рат
Млади жупник Августин Краљ, ватрени усташа мисионар и душебрижник, активно је учествовао у присилном покатоличавању Срба, сматрајући да то ради у корист Бога, цркве и христовог народа. Свој прегоран рад на превођењу православаца у католичку веру довео је до савршенства у селу Црквени Бок, 1942. године где је образовао хорове, одржавао мисе и слично. Србима прелазницима увек је доказивао да су Хрвати, да нису никада били Срби, „да су вас у своје време покрстили у православне и зато се тога не треба бојати“. Када су октобра 1942. године у село дошле неке усташе, народ се уплашио, али их је жупник уверавао да се немају чега плашити. Међутим три дана доцније, изненада јасеновачке усташе опколиле су целу општину. Заједно са усташама био је и млади жупник. Он је у зору ишао са једном групом усташа која је пред собом кроз село гонила „жене, децу напола голу онако како су их истерали из кревета“. Жупник је био у мантији, каљав до колена, јер је преко росних ливада и ораница ишао и показивао пут усташама како најбоље да опколе целу општину да нико од Срба не би могао да побегне у шуму. Када га је један Србин упитао шта се то дешава, Краљ му је одговорио „Не бојте се ништа, идете до Саве и вратићете се својим кућама. Немојте да ми нетко бегао“. Међутим овај није жупнику поверовао, искористио је гужву и магловито време, утекао у шуму и спасао живот. Усташе су похватале око 2.000 душа, отерале их све у логор, у Јасеновац, док су 34 особе на грозан начин убили у самом селу. Међу поубијанима једна девојка је „била на колац набијена“, а једном младићу су били одсечени поједини делови тела итд“. Против оваквог поступања усташких власти са покатоличеним Србима у Црквеном Боку жупник се пожалио и самом поглавнику, али не зато што га је сматрао нехуманим, већ што је Краљ остао без „без својих верника“ па је тражио да се отерани народ врати кућама. У својој преставци жупник истиче како су Срби опљачкани „највећим делом од сусједних католика“. Овакве поступке треба спречити само зато што се „тиме квари наш чисти католички народ, који сигурно не би направио толико крађа, да му се за то није дала прилика“. Овом грандиозном сведочењу није потребно никакво објашњење.
У селу Црквеном Боку, срез Костајнички, Стоју Иванчевић стару 26 година усташе су убиле на тај начин "што је у њене полне органе стављен дрвени колац широк отприлике 3 до 4 цм па онда ударан све док није прошао кроз цело тело девојке до стражњег дела прсију, раздеравши јој све унутрашње органе. Сам колац који је био дуг два метра, вирио је једним делом скоро половином из девојчина тела, док је другим делом био у њој самој"... Врх коца је био избио из грудног коша на горњој половини ребара. Жену Ану Злокопа нашли смо потпуно унакажену: њој су били одсечени нос, уши и дојке. Бошко Рок и његова жена Ана били су заклани; они су били повалени на земљу тако да им се тело налазио са једне стране а главе с друге стране подметнутог пања. Заклани су ножем. Главе су остале на једној а тела на другој страни овога пања. Кћерки Дамјана и Наце Ракић, старој 15 година пресекли су дојке и кроз отворе протурили руке у грудни кош. Све жртве видео сам својим очима". Каже Петар Турајлић, лугар из Црквеног Бока. "Било је после извршених убистава случајева да су прасад јела лешеве док су касније сељаци из села налазили одгрижене руке, ноге и друге делове тела, испроваљиване грудне кошеве, разбацана црева и прегрижена лица.

## Становништво
На попису становништва 2011. гдоине, Црквени Бок је имао 117 становника.

## Попис 1991.
На попису становништва 1991. године, насељено место Црквени Бок је имало 406 становника, следећег националног састава:
| Попис 1991.‍ | Попис 1991.‍ | Попис 1991.‍ | Попис 1991.‍ | Попис 1991.‍ |
| ----------- | ----------- | ----------- | ----------- | ----------- |
|             |             |             |             |             |
| Срби        | Срби        |             | 387         | 95,32%      |
| Хрвати      | Хрвати      |             | 6           | 1,47%       |
| Југословени | Југословени |             | 5           | 1,23%       |
| непознато   | непознато   |             | 8           | 1,97%       |
| укупно: 406 |             |             |             |             |